# Jüdische Friedhöfe in Riga
Es sind zwei jüdische Friedhöfe in Riga, der Hauptstadt Lettlands, dokumentiert:
- der „alte Friedhof“ an der Līksnas iela / Ebreju iela in der Moskauer Vorstadt
- der „neue Friedhof“ im Stadtteil Šmerlis

## Geschichte

### „Alter Friedhof“
Das Areal des alten jüdischen Friedhofs war das erste Grundstück in Riga, das die dort lebenden Juden erwerben konnten. Im Jahr 1725 wurde der Friedhof eingeweiht. Bereits vor dem Ersten Weltkrieg reichte der Platz nicht mehr aus. Im Herbst 1941 wurde das Friedhofsgelände dem Ghetto zugeschlagen.
Nach dem Krieg ließen die sowjetischen Behörden die Grabsteine beseitigen. Der Friedhof wurde dem Erdboden gleichgemacht. Die Bitte der jüdischen Gemeinde, zumindest ein Mauerfragment mit Einschusslöchern als Denkmal eines Hinrichtungsortes der Schoah in Riga zu erhalten, wurde abgelehnt. Jegliche Erinnerung an den jüdischen Friedhof als eine religiöse Stätte wurde gelöscht und anstelle des Friedhofs der „Park der kommunistischen Brigaden“ angelegt. Nach der Wiederherstellung der lettischen Unabhängigkeit erhielt der Park 1990 den Namen des alten jüdischen Friedhofs: Vecā ebreju kapsēta. 1994 wurde auf Initiative von Winfried Nachtwei ein Gedenkstein errichtet.

### „Neuer Friedhof“
In den 1920er Jahren entstand ein neuer Friedhof in Šmerlis, im Osten von Riga (lettisch: Rīgas Jaunie Ebreju kapi). Der Friedhof in der Moskauer Vorstadt hieß fortan „Alter Jüdischer Friedhof“. 1990 errichtete die jüdische Gemeinde Riga auf dem neuen Friedhof ein Denkmal in dankbarer Erinnerung an die Judenretter Jānis Lipke und seine Frau Johanna. Denn die Wiederherstellung der Unabhängigkeit Lettlands im selben Jahr ermöglichte – nach Jahrzehnten der staatlich verordneten antifaschistischen Feiern – wieder ein selbstbestimmtes Gedenken, so auch durch das neue Denkmal auf dem Neuen Friedhof in Šmerlis.
Am 8. Dezember 2010 wurde der neue Friedhof geschändet: Rund 90 Grabsteine wurden mit weißen Hakenkreuzen beschmiert.